# Shone d'Holocost
Pour l’article homonyme, voir Shone (Éthiopie).
Shone d'Holocost ou Shone, noms de scène de Stéphane Yameogo né le 1er mai 1982 à Paris, est un rappeur et acteur franco-burkinabé, qui fait partie du groupe Holocost avec son ami d'enfance K.E.R. Il est aussi issu du label et groupe Ghetto Fabulous Gang.
Il est également le manager du rappeur Freeze Corleone.

## Biographie

### Jeunesse et débuts
Shone est d'origine burkinabè. Il vient du quartier de la Forestière à Clichy-sous-Bois, en Seine-Saint-Denis, plus connue sous le nom de Forest Foss, dans la banlieue nord-est de Paris.
Il commence le rap à 16 ans lorsqu’il écrit le texte C'est le ghetto en 1998. Le morceau sort sept ans plus tard. Il apparait pour la première fois sur la mixtape Boss 2 panam vol.1 où il pose sur l’instrumentale de Repose en paix par Booba. ce morceau est très apprécié par Alpha 5.20 qui décide d'en faire la promotion. Par la suite, Alpha le fait apparaître sur tous ses projets. Il impose alors une nouvelle forme de rap,: conscient, violent et revendicatif, il se voit très apprécié par les jeunes issus des cités. En 2001, il fonde aux côtés d'Alpha 5.20, K.E.R et O'Rosko Raricim le Ghetto Fabulous Gang, marquant un tournant dans l'histoire du rap français. Apportant un style « gangsta West Coast » dans le rap français, Shone est le rappeur le plus conscient du GFG. En parallèle, il continue à cette époque de travailler avec son groupe Holocost et son collectif 93 Étendard avec lequel il sort en 2005 sa toute première mixtape, Nous on est pas les autres. Dans la même année, le premier album du Ghetto Fabulous Gang sort, Gangsters avec de grands boubous.
Shone publie son premier album solo, La Crème du crime. Un concept spécial est associé à cet album : chaque morceau ne dure que quelques minutes, parfois quelques secondes car Shone décide de n'y placer que ses propres couplets. Cela peut être considéré comme une sorte de rétrospective sur sa vie artistique. Le morceau Rap pas ma vie se voit notamment beaucoup apprécié. En 2006, Shone sort son 2e album L'argent de la brinks avec K.E.R, composé de 20 titres. En novembre 2007, il annonce la sortie prochaine de Délinquance juvénile. En 2008, il publie l'album Délinquance juvénile, qui furent les maîtres mots des textiles Ghetto Fabulous Gang. En 2009, Shone publie une mixtape intitulée Associations de malfaiteurs qui fait participer de nombreux invités tels que Kery James, le 113, Salif, Bolo, Kamelancien, L'Skadrille ou encore Sinik.

### Années 2010
En 2010, il publie La Crème du crime 2, dans le même concept que le premier opus avec en prime des inédits, cet album se voit plus commercialisé que le premier opus et on le voit alors se présenter à des radios de plus en plus connues, comme Générations. Cette même année, il sort la mixtape Grammes, kilo, tonnes avec Miko du groupe C4 Explosif. La même année, Alpha 5.20 décide d'arrêter le rap pour des raisons personnelles. Cet arrêt, annoncé depuis bien des années, marque un tournant pour le Ghetto Fabulous Gang. Alpha désigne alors Shone comme successeur à la tête du Ghetto Fabulous Gang. La même année, O'Rosko Raricim annonce son arrêt de carrière. Shone reprend alors avec K.E.R. et Malik Bledoss le concept de ce groupe. Toujours la même année, il marque une brève apparition dans le film d'Alpha 5.20, African Gangster[réf. nécessaire].
Après 10 ans de carrière dans le rap, il annonce la sortie de son album Jusqu'à ce que la mort les emporte en juin 2011. Mais cet album ne connaît pas un succès commercial, bien que très vendu en indépendant, la même année, il apparaît dans le film Sans pudeur ni morale, de Jean-Pascal Zadi. Après de nombreuses apparitions via les sites internet de vidéos, Shone sort les Ghetto Fab épisodes, séries d'interviews, montages vidéos et reportages sur son prochain projet, annoncé dans la même année[réf. nécessaire].
Le 18 juin 2012, Shone publie Quoi de neuf PD vol.2, nom d'une mixtape d'Alpha 5.20 où apparait notamment Youssoupha, Zbatata, Kalif Hardcore, REDK, Jacky des Neg' Marrons, ou encore Sultan et Grödash. Avant la sortie de la mixtape, il publie quelques extraits dont Platoon avec La Comera. Même s'il ne connaît pas un gros succès commercial, Shone reste un pilier du mouvement hip-hop indépendant en France. Vendant ses marchandises aux puces de Clignancourt, il est très actif dans la vente et revendique un plus gros succès dans ce domaine[réf. nécessaire]. Même si son flow se voit souvent violent, il sait être conscient et respectueux envers tous les milieux. Dans le morceau Symphonie 2012, il annonce même que son rap ne vise pas uniquement les jeunes issus des banlieues, mais bien chaque personne se sentant représentée ou respectueuse envers sa personne. Le morceau Ghetto Fab story, extrait de Jusqu'à ce que la mort les emporte, explique tout son parcours dans le milieu du rap, ses valeurs morales et ses connaissances.
En avril 2016, il publie un nouveau clip sous le titre de Wouh,.

## Discographie

### Albums
- 2006 : La Crème du crime
- 2006 : L'argent de la Brinks
- 2008 : Délinquance juvénile
- 2010 : La crème du crime 2
- 2011 : Jusqu'à ce que la mort les emporte
- 2012 : Quoi de neuf PD vol. 2

### Mixtapes
- 2009 : Associations de malfaiteurs
- 2010 : Grammes, kilo, tonnes (avec Miko)

### Albums collaboratifs
- 2002 : Boss 2 paname Vol.1 (mixtape ; avec le Ghetto Fabulous Gang)
- 2003 : Boss 2 Panam Vol.2 (mixtape ; avec le Ghetto Fabulous Gang)
- 2004 : Rimes & Gloire Vol.3 (mixtape ; avec le Ghetto Fabulous Gang)
- 2004 : Boss 2 Panam Vol.3 (mixtape ; avec le Ghetto Fabulous Gang)
- 2005 : Gangsters avec de grands Boubous (album ; avec le Ghetto Fabulous Gang)
- 2006 : Nous on est pas les autres ! (avec le 93 Etandard)
- 2007 : Invasion (mixtape ; avec le Ghetto Fabulous Gang)
- 2007 :  Vendetta (album ; avec le Ghetto Fabulous Gang)

### Apparitions
- 2002 : Shone - Qui repose en paix ? (sur la compilation Boss 2 Panam vol.1)
- 2003 : Shone - J'rap pour les kails (sur la compilation Boss 2 panam vol.2)
- 2003 : Ghetto Fabulous Gang (Shone, Alpha 5.20, Ker et O'rosko) - Au milieu des pauvres (sur la compilation Boss 2 panam vol.2)
- 2003 : Holocost (Shone et Ker) - Dream Team (sur la compilation Boss 2 panam vol.2)
- 2003 : Holocost (Shone et Ker) - Ennemis (sur la compilation Boss 2 panam vol.2)
- 2003 : Ghetto fabulous gang (Shone, Alpha 5.20, Ker et O'rosko) & K-Roll - Enlèves tes pessas (sur la compilation, Boss 2 panam vol.2)
- 2004 : Ghetto Fabulous Gang (Shone, Alpha 5.20, Ker et O'rosko) - Gangsta Music (sur la compilation, Rimes et gloires vol.3)
- 2004 : Holocost (Shone & Ker) et Balastik Dogg - Quand les puces vendent plus que la fnac (sur la compilation, Rimes et gloires vol.3)
- 2004 : Ghetto Fabulous Gang (Shone, Alpha 5.20, Ker & O'rosko) - Kill Kill Kill (sur la compilation, Rimes et gloires vol.3
- 2004 : 93 Étendard - Clichy Montfermeil (sur la compilation Rimes et gloires vol.3)
- 2004 : Holocost - Les gangsters ne dansent pas, Racailles et Farenheit 9/11 (sur la compilation Boss 2 Panam vol. 3)
- 2005 : LMC Click feat Alpha 5.20 et Shone - Pas de problèmes (sur l'album Représente ta rue vol.1)
- 2005 : Shone feat. Alpha 5.20 - J'rap pour les Kails (sur la compilation Rap Attentat Vol.2)
- 2005 : Shone feat. Alpha 5.20 - Freestyle (sur la compilation Rap Attentat Vol.3)
- 2005 : Shone - Rap pas ma vie (sur la compilation Rap Attentat Vol.2)
- 2005 : Shone feat. Shayz - Mise en clock du block (sur la compilation Ghetto challenger)
- 2006 : Balastik Dogg feat. Shone - Faut arrêter les mans (sur l'album Uzi du 93 gachette)
- 2006 : Layone feat. Shone et Alpha 5.20 - Avec le cœur  (sur les albums Cocktail de Sons et Les écrits Restent)
- 2006 : Poison feat. Alpha 5.20, Shone et Wayman - Tu peux pas test (sur l'album 1re Injection avant l'album)
- 2007 : Shone - En guerre (sur la compilation Têtes Brulées Vol.4)
- 2007 : Gonzales feat. Shone & O'Rosko - La voix du Peuple (sur le street-album Style essence)
- 2007 : Khaman feat. Alpha 5.20 et Shone - Au-delà des lois (sur l'album Soul/RnB hardcore)
- 2007 : Alibi Montana, Mano Slapo, Shone, Kalash l'Afro, Leslie & Amine, Kiesse, Keus-D, Lil'Pimp, Freeman, Raki, Inko, Desno, Raki2 - Morts pour rien (sur la compilation Morts pour Rien en hommage à Zied et Bouna)
- 2007 : Al' Quaidar feat. Shone - Idées sales (sur l'album New Jack City)
- 2007 : Shone feat. Miko, Yoshi et Nanou - Amertume (sur la compilation Parole d'homme)
- 2007 : Alpha 5.20 feat. O'rosko et Shone - Tu reconnais le style (sur l'album Le Son du ter-ter)
- 2008 : Shayz feat. Holocost - Boyz tu parle trop (sur l'album C4 X plosif)
- 2008 : Shayz feat. Shone & Miko - V'la nos vies (sur l'album C4 X plosif)
- 2008 : C4 feat. Shone - J'veux (sur l'album C4 X plosif)
- 2008 : C4 feat. O'Rosko et Shone - On défonce (sur l'album C4 X plosif)
- 2008 : C4 feat. Alpha 5.20, Shone et Coroner - Mon Bic Crie (sur l'album C4 X plosif)
- 2008 : Rheyz feat. Shone, Black Drug, Moubaraka & Will - Hardcore Remix  (sur le street-album Is the Future)
- 2008 : Ichem feat. Shone - Marginalisés
- 2008 : Shone feat. Moubaraka - Gagner ou perdre
- 2008 : Shirdé feat. Shone - Je pense à tout (sur l'album Tout est possible)
- 2008 : Berkail Team feat. Shone - Triste Réalité (sur l'album Évasion du mouvement)
- 2009 : Ghetto Youss feat. Tunisiano, Alpha 5.20, Sinik, Dry et Shone - Radio kickage 3 (sur l'album Nouvelle marque)
- 2009 : Shone feat. Blackillah & Paler - Putain de mortier (sur l'album Dhuys City)
- 2009 : Shone feat. Kery James - Je sais (sur la compilation Rap 2 Rue 2009)
- 2009 : Iron Sy feat. Shone, C4 & Coroner - Caractères de fauves (sur l'album Coup d'État)
- 2009 : Shone - On Change la norme (sur la compilation Bassora Street)
- 2009 : Shone - Non non non
- 2009 : LMC Click feat. Shone - Fais tourner le produit (sur l'album Vrais dans l'jeu)
- 2009 : Shone feat. Casus Belli - Exclu
- 2009 : African État d'Âme feat. Shone - On vit tous les mêmes choses (sur l'album Mercenaires au mic)
- 2010 : N'Dal feat. Shone et Alien - Trop d'erreurs à Réparer (sur l'album Colis piégé Vol.3
- 2010 : Sazamyzy feat. Shone et Miko - G'z And G'z 2 (sur le street-album Braquage en Yz
- 2010 : Sazamyzy et Hype feat. Shone et Ghetto Youss - Les mains sales (sur le street album Braquage en Yz
- 2010 : Sazamyzy et Hype feat. Ap, Zesau, Mister You, Shone, Miko, L'artiste, Les Affranchis et Forcéné - Braquage à l'africaine version break (sur le street-album Braquage en Yz)
- 2010 : Shone et DJ Bellek - Wé wé wé Rey (sur la compilation V.I.P)
- 2010 : Salif feat. Shone et Six Coups MC - Y'a quoi (sur la compilation Street Lourd Vol.2)
- 2010 : Metis Angdem feat. Shone - La lueur (sur l'album Comportements sociaux)
- 2010 : Mamad L'alienné feat. Shone & Chris Blaze - Coupeur de têtes (sur l'album Millésime Underground)
- 2010 : Bomber Man feat. Alino & Shone - Jamais en règles (sur l'album Porte parole du Ghetto)
- 2010 : MS13 feat. Shone - Le Gang du MS (sur l'album Ile-de-France Gangsta vol.1)
- 2010 : Rekta feat. Shone, Djaz Djams, Miko et Gonzales - Sale ou propre (sur l'album Made in Ouest Volume 2)
- 2010 : M.Y feat. Shone - Gosses du bitume (sur l'album Gosse du beatum vol.1)
- 2010 : Shone - Génération perdue (sur la compilation H24)
- 2010 : Akir feat. Seth Gueko, Al K-Pote & Shone - On garde la tête haute (sur l'album Le Goût du risque)
- 2010 : Bozo feat. Shone & Shirdé - Ce qui se passe dans nos crânes (sur la mixtape À mon tour)
- 2010 : Valmeteck feat. Shone & Rorti - on fait les Bails (sur l'album Théorie du Chaos)
- 2010 : Rams feat. Pepkal & Shone - J'ai pas attendu le rap (sur le street album Pirate du bitume)
- 2010 : Worms T feat. Shone & Miko - Boy Bad (sur l'album Illégal Biz)
- 2011 : Fedazz feat. Dany Dan, Latouba et Shone - Mon Plaisir (sur l'album Entre enclume et béton)
- 2011 : Shone - Les raisons de la colère (sur la mixtape Vie 2 Chakal III Special Sambastoss)
- 2011 : Shone - Pré-purification
- 2018 : Sofiane, Shone, Busta Flex, Nakk Mendosa - Jay-Z (sur la compilation 93 Empire)
- 2020 : Freeze Corleone feat. Alpha 5.20 & Shone - PDM (sur l'album LMF)

## Filmographie
- 2005 : Rimes et gloires (Street DVD d'Alpha 5.20) : Lui-même
- 2007 : Vivre et mourir à Dakar (Street DVD d'Alpha 5.20) : Lui-même
- 2007 : 77 souterr'1 (Street DVD d'O'rosko) : Lui-même
- 2009 : Rakailles 4, Ghetto Cac 40 (Street DVD d'Alpha 5.20) : Lui-même
- 2010 : African Gangster : Jerry Rowlins
- 2011 : La vérité sur le rap Indé : Lui-même
- 2011 : La vérité sur le rap indé 2 : Lui-même
- 2011 : Sans pudeur ni morale (de Jean-Pascal Zadi) : Jeune à lunette qui se querelle avant de refaire une apparition quelques instants plus tard, armé, déclencheur d'une fusillade.

## Clips
- Rap pas ma vie (Shone)
- Monologue (Shone)
- 1,2,3 (Shone)
- Je veux de L'ozeil (Shone feat. Shayz)
- Mon Bic Crie (Shone feat. Alpha 5.20, Coroner, C4 Explosif)
- Non, Non, Non (Shone)
- Tous les quartiers (Shone feat. Alpha 5.20, Ker, K-Fear)
- Tu reconnais le style (Shone feat. Alpha 5.20, O'rosko Raricim)
- La bicrave est dans ma tête (Shone feat. Alpha 5.20, Malik Bledoss)
- Gosses du bitume (Shone feat M.Y)
- N'attends sur Personne (Shone)
- Génération Perdue (Shone)
- Gz and Gz (Sazamyzy feat. Shone, Miko)
- Gz and Gz 2 (Sazamyzy feat. Shone, Miko)
- Diplômés de la cage d'escalier (Shone et Miko)
- Ordure (Shone et KER)